# 郅支围城战

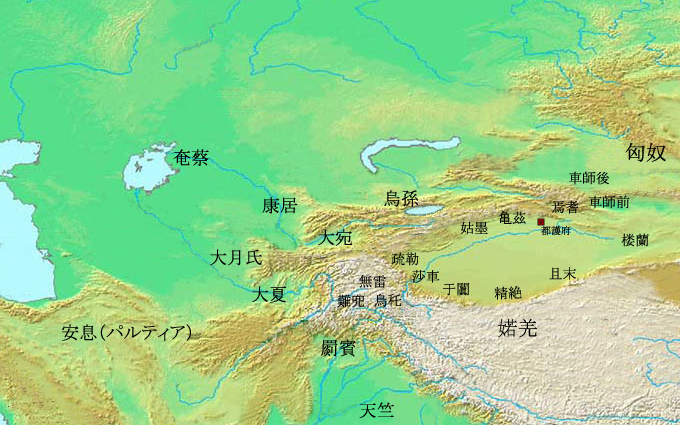
西域诸国地理位置

郅支围城战是公元前36年（汉元帝建昭三年）发生于西汉与匈奴首领郅支单于之间的战役，結果来自蒙古高原东部鄂嫩河的郅支单于战败被杀。这是西域都护府建立以来在西域政治上第一次发挥作用。郅支围城战大致发生于今哈萨克斯坦东部、塔拉斯河畔附近，也是中国古代歷史上，軍隊到达過最西端之地。751年，著名战役怛罗斯战役亦发生于同一区域。
郅支单于城建于公元前44年后，即中亚康居国用了2年时间为在蒙古高原东部战败的匈奴左贤王所筑之城，匈奴为纯粹的游牧民族，筑城技术仍停留在原始阶段；据《汉书》记载，该城共有两重，内部是土城，土城外围是重木，而且筑有城楼，城的最内部有单于內室或内宫。

## 經過
前56年，由于握衍朐鞮单于不得人心，匈奴发生内乱，原为左贤王的呼屠吾斯自立为郅支单于，此时匈奴内部另外亦有多名单于。前54年，郅支先后击败闰振单于和呼韩邪单于，此后呼韩邪单于南下投靠汉朝，郅支只得向西发展。
公元前44年，在赴康居国途中遇天灾后，郅支单于以及残馀的3,000馀匈奴人抵达康居国，并与巴尔喀什湖畔、哈萨克草原的大国康居结为同盟，康居王尊敬郅支单于，欲借用匈奴实力以威胁西域诸国，而郅支单于也数次为康居攻击乌孙，导致“西边空虚不居者五千里”；由于争执而率兵讨伐康居，杀死王女及贵人，人民数百，或支解投都赖水中；强迫康居人为他筑城。此座名为郅支城（或位于今塔拉兹附近）的城池動用了500名劳工两年的工作时间。郅支单于在西域横行霸道，烧杀抢掠，扣押了两名汉朝使节，西域诸国对此颇有怨言。
前36年，甘延寿出任西域都护，陈汤为副校尉。陈汤认为郅支单于企图建立一个强大的匈奴帝国，应該先发制人将其击破。甘延寿虽然同意，但是坚持先行上奏朝廷。时逢甘延寿生病，陈汤趁机發布矫诏，集结大军。甘延寿闻之，惊起阻拦陈汤，陈汤按剑怒叱：“大众已集会，竖子欲沮众邪？”甘延寿只得同意先斩后奏，并且上疏向汉元帝请罪。
40,000名汉朝与西域诸国联军集结，兵分两路进军郅支城，一路沿塔里木盆地南部行军，翻越葱岭，途经大宛；另外一路由甘延寿亲自率领，从温宿国出发，从北路进入赤谷，途经乌孙和康居。行至乌孙境内时，康居副王抱阗率数千名康居骑兵劫掠乌孙，被陈汤率领胡军击败，击杀460人，解救了470名乌孙俘虏，多名康居贵族被俘并被迫担任向导。大军行至距郅支城30里处扎营，匈奴派遣使者前来汉营，甘延寿和陈汤回应说：“单于上书言居困厄，愿归计强汉，身入朝见。天子哀闵单于弃大国，屈意康居，故使都护将军来迎单于妻子，恐左右惊动，故未敢至城下。”
次日汉军到达离城3里之地，扎营布阵。匈奴派出数百步骑兵，摆出夹门鱼鳞阵，被汉军驅逐回到城中。汉军随即包圍郅支城，放火焚烧土城墙外围的木城墙。当夜，数百名匈奴骑兵出城欲逃走，被汉军击杀。郅支单于原本害怕康居人为汉朝擔任内应，准备逃走，但是当他得知汉军为数众多时随即归还，笼城固守。于是单于披甲在城楼上督战，数十名阏氏以弓箭射击围城军队，汉军射中单于之鼻，数名阏氏被杀。夜过半，汉军突破外层的木城，守城军队退入土城，此时万余名康居骑兵出现，分十余处趁夜袭击汉军，但是作战不利。天亮时分，四面燃起大火，汉军遂击鼓进军，康居兵撤退。汉军四面攻入土城，单于等百余人退入宫城，汉军纵火攻城，郅支单于在乱军中被杀。军侯假丞杜勋将已死的单于首级斩下，并解救了先前被羁押的两名汉朝使节。
汉军在战役中斩首阏氏、太子及名王以下1,518人，145人被俘，逾1,000名匈奴軍人投降。汉朝军人被准许持有战利品，投降的匈奴士兵被分配予参与战役的15个小国。甘延寿和陈汤战后上疏通报战事，奏称：
“臣闻天下之大义，当混为一，昔有康、虞，今有强汉。匈奴呼韩邪单于已称北籓，唯郅支单于叛逆，未伏其辜，大夏之西，以为强汉不能臣也。郅支单于惨毒行于民，大恶通于天。臣延寿、臣汤将义兵，行天诛，赖陛下神灵，阴阳并应，天气精明，陷陈克敌，斩郅支首及名王以下。宜县头槁街蛮夷邸间，以示万里，明犯强汉者，虽远必诛。”
次年春季，甘延寿和陈汤持郅支单于首级回到长安谒见汉元帝。郅支之首级被懸挂在城墙上展示10日后付之一炬。郅支单于也是历史上唯一被汉朝军隊击杀的匈奴单于。

## 罗马龟甲阵、骊靬村争议
关亨、陈正义等人认为匈奴步兵的夹门鱼鳞阵就是罗马军团的龟甲形连环盾（Testudo）。根据汉学家德效骞假说，古罗马克拉苏第一军团在卡莱战役被安息帝国击溃后，辗转进入匈奴境内，在郅支之战中为匈奴效力，被汉朝军隊俘获，最终在骊靬村（位于今甘肃省永昌县）定居。由于最近的研究以及对当地村民的脫氧核糖核酸检测与该假说不符合，很多历史学家和遗传学家对此假说表示质疑。

## 影视
2015年春节上映的《天将雄师》即以公元前36年的郅支围城战作为背景，但取材于古罗马第一军团失踪之谜假说。片中发生年代在公元前48年，罗马人在丝绸之路建造的Regum即骊靬城，片中的三十六个部落，即操印欧语的塔里木盆地三十六国，此三十六国出于《汉书·西域传》，而非部落，其文明程度不亚于中国，也是汉代周边文明程度最高的地区；西域都护霍安为匈奴人曾被霍去病收留。

### 引用
1. ↑  冬，使西域都护、骑都尉北地甘延寿、副校尉山阳陈汤共诛斩匈奴郅支单于于康居。《资治通鉴·卷二十九·建昭三年》
2. ↑  明日，前至郅支城都赖水上，离城三里，止营傅陈……时，康居兵万余骑分为十余处，四面环城，亦与相应和。夜，数奔营，不利，辄却。平明，四面火起，吏士喜，大呼乘之，钲鼓声动地。康居兵引却。汉兵四面推卤楯，并入土城中。单于男女百余人走入大内。汉兵纵火，吏士争入，单于被创死。军候假丞杜勋斩单于首，得汉使节二及谷吉等所赍帛书。诸卤获以畀得者。凡斩阏氏、太子、名王以下千五百一十八级，生虏百四十五人，降虏千余人，赋予城郭诸国所发十五王。《汉书·卷七十·傅常郑甘陈段传第四十》
3. ↑  明日，前至郅支城都赖水上，离城三里，止营傅陈……时康居兵万馀骑，分为十馀处，四面环城，亦与相应和。夜，数奔营，不利，辄却。平明，四面火起，吏士喜，大呼乘之，钲鼓声动地。康居兵引却；汉兵四面推卤楯，并入土城中。单于男女百馀人走入大内。汉兵纵火，吏士争入，单于被创死。军候假丞杜勋斩单于首。得汉使节二及谷吉等所赍帛书。诸卤获以畀得者。凡斩阏氏、太子、名王以下千五百一十八级；生虏百四十五人，降虏千馀人，赋予城郭诸国所发十五王。《资治通鉴·卷二十九·建昭三年、建昭四年》
4. 1 2  单于乃被甲在楼上，诸阏氏夫人数十皆以弓射外人。外人射中单于鼻，诸夫人颇死……单于被创死。军候假丞杜勋斩单于首，得汉使节二及谷吉等所赍帛书。诸卤获以畀得者。凡斩阏氏、太子、名王以下千五百一十八级，生虏百四十五人，降虏千余人，赋予城郭诸国所发十五王。《汉书·卷七十·傅常郑甘陈段传第四十》
5. 1 2  单于乃被甲在楼上，诸阏氏、夫人数十皆以弓射外人。外人射中单于鼻，诸夫人颇死……单于被创死。军候假丞杜勋斩单于首。得汉使节二及谷吉等所赍帛书。诸卤获以畀得者。凡斩阏氏、太子、名王以下千五百一十八级；生虏百四十五人，降虏千馀人，赋予城郭诸国所发十五王。《资治通鉴·卷二十九.建昭三年》
6. ↑  望见单于城上立五采幡帜，数百人披甲乘城，又出百余骑往来驰城下，步兵百余人夹门鱼鳞阵，讲习用兵。《汉书·卷七十·傅常郑甘陈段传第四十》
7. ↑  伊利目单于，道逢郅支，合战，郅支杀之，并其兵五万余人……郅支人众中寒道死，余财三千人到康居。其后，都护甘延寿与副陈汤发兵即康居诛斩郅支，语在《延寿、汤传》。《汉书·卷九十四下·匈奴传第六十四下》
8. ↑  郅支人众中寒道死，馀财三千人。到康居，康居王以女妻郅支，郅支亦以女予康居王，康居甚尊敬郅支，欲倚其威以胁诸国。郅支数借兵击乌孙，深入至谷城，杀略民人，驱畜产去。乌孙不敢追。西边空虚不居者五千里。《资治通鉴·卷二十八.初元五年》
9. ↑  时，康居兵万余骑分为十余处，四面环城，亦与相应和。夜，数奔营，不利，辄却。平明，四面火起，吏士喜，大呼乘之，钲鼓声动地。康居兵引却。《汉书·卷七十·傅常郑甘陈段传第四十》
10. ↑  时康居兵万馀骑，分为十馀处，四面环城，亦与相应和。夜，数奔营，不利，辄却。平明，四面火起，吏士喜，大呼乘之，钲鼓声动地。康居兵引却；汉兵四面推卤楯，并入土城中。《资治通鉴·卷二十九.建昭三年》
11. ↑  延寿遂从之，部勒行陈，益置扬威、白虎、合骑之校，汉兵，胡兵合四万余人……百余骑驰赴营，营皆张弩持满指之，骑引却。颇遣吏士射城门骑步兵，骑步兵皆入。延寿、汤令军闻鼓音皆薄城下，四周围城，各有所守，穿堑，塞门户，卤楯为前，戟弩为后，卬射城中楼上人，楼上人下走……赋予城郭诸国所发十五王。《汉书·卷七十·傅常郑甘陈段传第四十》
12. ↑  延寿遂从之。部勒行陈，汉兵、胡兵合四万馀人……百馀骑驰赴营，营皆张弩持满指之，骑引却。颇遣吏士射城门骑、步兵，骑、步兵皆入。延寿、汤令军：“闻鼓音，皆薄城下，四面围城，各有所守，穿堑，塞门户，卤楯为前，戟弩为后，仰射城楼上人……赋予城郭诸国所发十五王。《资治通鉴·卷二十九·建昭三年》
13. ↑  宣帝时，匈奴乖乱，五单于并争，汉拥立呼韩邪单于，而郅支单于怨望，杀汉使者，西阻康居。其后都护甘延寿、副校尉陈汤发戊己校尉西域诸国兵至康居，诛灭郅支单于，语在《甘延寿、陈汤传》。是岁，元帝建昭三年也。《汉书·卷九十六上·西域传第六十六上》
14. ↑  卬射城中楼上人，楼上人下走。土城外有重木城，从木城中射，颇杀伤外人。外人发薪烧木城……单于乃被甲在楼上，诸阏氏夫人数十皆以弓射外人……单于下骑，传战大内（師古曰：下騎謂下樓而騎馬也。傳戰，轉戰也。大內，單于之內室也。言且戰且行而入內室）。夜过半，木城穿，中人却入土城，乘城呼……汉兵四面推卤楯，并入土城中。单于男女百余人走入大内。《汉书·卷七十·傅常郑甘陈段传第四十》
15. ↑  《汉书》、《资治通鉴》称郅支城位于都赖水上，Joseph P. Yap认为都赖水可能是指伊犁河
16. ↑  班固《汉书·陈汤列传》
17. ↑  宜县头槁街蛮夷邸间……宜县十日乃埋之。《汉书·卷七十·傅常郑甘陈段传第四十》
18. ↑  宜县头槀街蛮夷邸间……诏县十日，乃埋之。《资治通鉴·卷二十九·建昭三年、建昭四年》
19. ↑  Homer H. Dubs: "An Ancient Military Contact between Romans and Chinese", The American Journal of Philology, Vol. 62, No. 3 (1941), pp. 322-330
20. ↑  Ethan Gruber: "The Origins of Roman Li-chien" 的存檔，存档日期2012-07-10., 2007, pp. 18–21
21. ↑  R. Zhou et al.: "Testing the Hypothesis of an Ancient Roman Soldier Origin of the Liqian People in Northwest China: a Y-Chromosome Perspective （页面存档备份，存于）", Journal of Human Genetics, Vol. 52, No. 7 (2007), pp. 584–91